# Till Reiners’ Happy Hour/Episodenliste
Diese Episodenliste enthält alle Episoden der Kabarettsendung Till Reiners’ Happy Hour und deren Vorgängersendung Pufpaffs Happy Hour.

## Till Reiners’ Happy Hour
| Episode | Erstausstrahlung        | Gäste | Musik von               |
| ------- | ----------------------- | --- | ----------------------- |
| 1       | So, 20.03.2022 auf 3sat | Torsten Sträter, Max Uthoff und Kirsten Fuchs                                                                                             | Tocotronic              |
| 2       | So, 24.04.2022 auf 3sat | Michael Mittermeier, Moritz Neumeier, Kinan Al und Eva Karl Faltermeier                                                                   | Das Lumpenpack          |
| 3       | So, 22.05.2022 auf 3sat | Florian Schroeder, Lena Kupke, Maxi Gstettenbauer und Masud Akbarzadeh                                                                    | Annamateur              |
| 4       | So, 12.06.2022 auf 3sat | Horst Evers, André Hermann, Helene Bockhorst und Michael Mittermeier                                                                      | T.C.I.K.                |
| 5       | So, 24.07.2022 auf 3sat | Tobias Mann, Tamika Campbell, Stefan Danziger und Tino Bomelino                                                                           | Suchtpotenzial          |
| 6       | So, 07.08.2022 auf 3sat | Gabriel Vetter, Sarah Bosetti, Timur Turga, Michael Hatzius und FIL                                                                       | -                       |
| 7       | So, 25.09.2022 auf 3sat | Abdelkarim, Kirsten Fuchs, Moritz Neumeier und Johannes Floehr                                                                            | Katie Freudenschuss     |
| 8       | So, 09.10.2022 auf 3sat | Maxi Gstettenbauer, Passun Azhand, Markus Barth und Tereza Hossa                                                                          | Romano                  |
| 9       | So, 23.10.2022 auf 3sat | Özcan Coşar, Alex Stoldt, Helene Bockhorst und Daniel Wolfson                                                                             | Coremy                  |
| 10      | So, 06.11.2022 auf 3sat | Stefan Danziger, Lena Kupke, Kawus Kalantar und Matthias Egersdörfer                                                                      | Betterov                |
| 11      | So, 29.01.2023 auf 3sat | Maxi Gstettenbauer, Tony Bauer, Freddie Gralle und Alain Frei                                                                             | Anna Mateur             |
| 12      | So, 12.02.2023 auf 3sat | Michael Mittermeier, Lena Kupke, Passun Azhand und Stefanie Sargnagel                                                                     | Paula Paula             |
| 13      | So, 19.03.2023 auf 3sat | Maxi Gstettenbauer, Sarah Bosetti, Eva Karl Faltermeier und Kinan Al                                                                      | Rainald Grebe           |
| 14      | So, 02.04.2023 auf 3sat | Filiz Tasdan, Moritz Neumeier, Nicole Jäger und Stefan Waghubinger                                                                        | Annett Louisan          |
| 15      | So, 14.05.2023 auf 3sat | Max Uthoff, Helene Bockhorst, Kawus Kalantar und Konrad Stöckel                                                                           | Suchtpotenzial          |
| 16      | So, 04.06.2023 auf 3sat | Horst Evers, Özcan Coşar, Lena Kupke und Daniel Wolfson                                                                                   | Blond                   |
| XXL     | So, 16.07.2023 auf 3sat | Johann König, Moritz Neumeier, Filiz Tasdan, Hazel Brugger, Nikita Miller, Nicole Jäger, Kawus Kalantar, Dirk Stermann und Konrad Stöckel | Madsen                  |
| 17      | So, 17.09.2023 auf 3sat | Abdelkarim, Sarah Bosetti, Stefan Danziger und Michael Hatzius                                                                            | Anna Mateur             |
| 18      | So, 08.10.2023 auf 3sat | Michael Mittermeier, Eva Karl Faltermeier, Nikita Miller und Freddie Gralle                                                               | Antje Schomaker         |
| 19      | So, 19.11.2023 auf 3sat | Moritz Neumeier, Teresa Reichl, Horst Evers und Ana Lucia                                                                                 | Bodo Wartke             |
| 20      | So, 03.12.2023 auf 3sat | Maxi Gstettenbauer, Helene Bockhorst, Aurel Mertz und Nicole Jäger                                                                        | Luksan Wunder           |
| 21      | So, 28.01.2024 auf 3sat | Christian Ehring, Mirja Regensburg, Alain Frei und Christoph Fritz                                                                        | Mine                    |
| 22      | So, 11.02.2024 auf 3sat | Tobias Mann, Malarina, Osan Yaran und Kirsten Fuchs                                                                                       | Tino Bomelino           |
| 23      | So, 24.03.2024 auf 3sat | Herr Schröder, Michael Mittermeier, Stefanie Sargnagel und Serdar Karibik                                                                 | Anna Mateur & The Boys  |
| 24      | So, 07.04.2024 auf 3sat | Sarah Bosetti, Filiz Tasdan, Nicole Jäger und Ana Lucia                                                                                   | Sorry 3000              |
| 25      | So, 12.05.2024 auf 3sat | Olaf Schubert, Johann König, Lara Ermer und Helene Bockhorst                                                                              | Siegfried & Joy         |
| 26      | So, 09.06.2024 auf 3sat | Torsten Sträter, Eva Karl Faltermeier, Stefan Danziger und Kawus Kalantar                                                                 | Christin Nichols        |
| 27      | So, 15.09.2024 auf 3sat | Max Uthoff, Nikita Miller, Ana Lucia und Fred Costea                                                                                      | Paula Carolina          |
| 28      | So, 20.10.2024 auf 3sat | Maxi Gstettenbauer, Mirja Regensburg, Alex Stoldt und Lena Kupke                                                                          | Rainald Grebe           |
| 29      | So, 17.11.2024 auf 3sat | Claus von Wagner, Moritz Neumeier, Helene Bockhorst und Horst Evers                                                                       | Miss Allie              |
| 30      | So, 08.12.2024 auf 3sat | Abdelkarim, Maxi Gstettenbauer, Freddi Gralle und Masud Akbarzadeh                                                                        | Soffie                  |
| 31      | So, 02.02.2025 auf 3sat | Atze Schröder, Helene Bockhorst, Ana Lucia und Marc-Uwe Kling                                                                             | Tocotronic              |
| 32      | So, 02.03.2025 auf 3sat | Michael Mittermeier, Eva Karl Faltermeier, Osan Yaran und Tony Bauer                                                                      | Acht Eimer Hühnerherzen |
| 33      | So, 23.03.2025 auf 3sat | Max Uthoff, Teresa Reichl, Herr Schröder und Freddy Ekué                                                                                  | Luksan Wunder           |
| 34      | So, 27.04.2025 auf 3sat | Maxi Gstettenbauer, Nikita Miller, Florentine Osche und Assane Badiane                                                                    | ok.danke.tschüss        |
| XXL     | So, 15.06.2025 auf 3sat | Johann König, Moritz Neumeier, Hazel Brugger, Konrad Stöckel, Dirk Stermann, Filiz Tasdan, Kawus Kalantar, Nikita Miller                  | Madsen                  |

## Pufpaffs Happy Hour
| Episode | Erstausstrahlung             | Gäste                                                                                           | Musik von             |
| ------- | ---------------------------- | ----------------------------------------------------------------------------------------------- | --------------------- |
| 1       | So, 28.10.2012 auf ZDFkultur | Timo Wopp, Julius Fischer, André Hermann, Marc-Uwe Kling, Jens-Heinrich Claassen und Lunatix    |                       |
| 2       | So, 04.11.2012 auf ZDFkultur | Christine Prayon, el mago masin, Team und Struppi, Michael Krebs und Lunatix                    | Michael Krebs         |
| 3       | So, 19.05.2013 auf ZDFkultur | Matthias Egersdörfer, Kristian Kokol, Torsten Sträter und C. Heiland                            | YeoMen                |
| 4       | So, 26.05.2013 auf ZDFkultur | Tobias Mann, Sebastian 23 und Uli Grewe                                                         | Sebastian 23          |
| 5       | So, 23.06.2013 auf ZDFkultur | Timo Wopp, Dagmar Schönleber und Murat Topal                                                    | Pigor & Eichhorn      |
| 6       | So, 30.06.2013 auf ZDFKultur |                                                                                                 | GlasBlasSing Quintett |
| 7       | So, 25.11.2013 auf 3sat      | Nico Semsrott, Anton Grübener, Stefan Waghubinger und Das Geld liegt auf der Fensterbank, Marie | Double Drums          |
| 8       | So, 02.12.2013 auf 3sat      | Hennes Bender, Barbara Ruscher, Zärtlichkeiten mit Freunden und Martin Zingsheim                | Double Drums          |
| 9       | So, 27.04.2014 auf 3sat      | Philip Simon, Jilet Ayse und Friedemann Weise                                                   | Simon & Jan           |
| 10      | So, 11.05.2014 auf 3sat      | Timo Wopp, Abdelkarim, und Maxi Schafroth                                                       | Martin O.             |
| 11      | So, 20.07.2014 auf 3sat      | Christine Prayon, Andreas Thiel und Sebastian 23                                                | Ohrbooten             |
| 12      | So, 17.08.2014 auf 3sat      | Christoph Sieber, El Mago Masin, Ehnert vs. Ehnert und Markus Barth                             | Matthias Reuter       |
| 13      | So, 12.10.2014 auf 3sat      | Horst Evers, ifL und Fatih Çevikkollu                                                           | C. Heiland            |
| 14      | So, 19.10.2014 auf 3sat      | Tobias Mann, Matthias Egersdörfer, Nils Heinrich und Jasper Diedrichsen                         | Fast zu Fürth         |
| 15      | So, 09.11.2014 auf 3sat      | Mathias Tretter, Katie Freudenschuss und Nico Semsrott                                          | PeterLicht            |
| 16      | So, 07.12.2014 auf 3sat      | Torsten Sträter, Özcan Cosar, Michael Krebs und Fatima Moumouni                                 | Simon & Jan           |
| 17      | So, 25.01.2015 auf 3sat      | Dagmar Schönleber, Tobias Mann & Simon Pearce                                                   | Andreas Rebers        |
| 18      | So, 15.02.2015 auf 3sat      | Hennes Bender, Marc-Uwe Kling, Sven Stickling und Konrad Stöckel                                | Christoph & Lollo     |
| 19      | So, 22.03.2015 auf 3sat      | Christoph Sieber, HG. Butzko und Fatima Moumouni                                                | Rainald Grebe         |
| 20      | So, 12.04.2015 auf 3sat      | Philip Simon, Torsten Sträter, Abdelkarim und Simon & Jan                                       | Anika                 |
| 21      | So, 31.05.2015 auf 3sat      | Vince Ebert, Maxi Schafroth, Sarah Bosetti und Rick Kavanian                                    | Martin O.             |
| 22      | So, 14.06.2015 auf 3sat      | Philipp Weber, Dave Davis, Rolf Miller und Katie Freudenschuss                                  | Pigor & Eichhorn      |
| 23      | So, 11.10.2015 auf 3sat      | Florian Schroeder, Michael Hatzius, Nico Semsrott und Torsten Sträter                           | Christin Henkel       |
| 24      | So, 08.11.2015 auf 3sat      | René Marik, Timo Wopp, Philip Simon und Horst Evers                                             | Schnipo Schranke      |
| 25      | So, 24.01.2016 auf 3sat      | Michael Mittermeier, Hazel Brugger, Nils Heinrich und Christian Steiffen                        | Michael Krebs         |
| 26      | So, 07.02.2016 auf 3sat      | Mathias Tretter, Benaissa, Barbara Ruscher und Sebastian 23                                     | Annamateur            |
| 27      | So, 20.03.2016 auf 3sat      | Fatih Çevikkollu, Maxi Schafroth, Markus Barth und Ususmango & Babak Ghassim                    | Das Lumpenpack        |
| 28      | So, 10.04.2016 auf 3sat      | Andreas Rebers, Stefan Waghubinger, Philip Simon und Fatima Moumouni & Laurin Buser             | Quichotte             |
| 29      | So, 22.05.2016 auf 3sat      | Abdelkarim, Horst Evers, Götz Frittrang und Friedemann Weise                                    | Ohrbooten             |
| 30      | So, 19.06.2016 auf 3sat      | Torsten Sträter, Masud, Timo Wopp und Ninia LaGrande                                            | Simon & Jan           |
| 31      | So, 23.10.2016 auf 3sat      | Florian Schroeder, Moritz Neumeier, Michael Mittermeier und Katie Freudenschuss                 | Julius Fischer        |
| 32      | So, 13.11.2016 auf 3sat      | Alfons, Sarah Bosetti und Sascha Grammel                                                        |                       |
| 33      | So, 29.01.2017 auf 3sat      | Vince Ebert, Jilet Ayse, C. Heiland, Hannes Ringlstetter und Nico Semsrott                      |                       |
| 34      | So, 19.02.2017 auf 3sat      | Andreas Rebers, Kirsten Fuchs, Vince Ebert und Hannes Ringlstetter                              | Moop Mama             |
| 35      | So, 19.03.2017 auf 3sat      | Josef Hader                                                                                     | Faber                 |
| 36      | So, 02.04.2017 auf 3sat      |                                                                                                 | Rainald Grebe         |
| 37      | So, 28.05.2017 auf 3sat      | Florian Schroeder, Doro Breuer, Hennes Bender und Nektarios Vlachopoulos                        | Bert & Roy            |
| 38      | So, 11.06.2017 auf 3sat      | Johann König, Timo Wopp, Konrad Stöckel und Simon Pearce                                        | Simon & Jan           |
| 39      | So, 29.10.2017 auf 3sat      | Philip Simon, Markus Barth, Michael Krebs und Fatima Moumouni                                   | Alligatoah            |
| 40      | So, 05.11.2017 auf 3sat      | Michael Mittermeier, Katie Freudenschuss, Das Lumpenpack und Julian Heun                        | Bodo Wartke           |
| 41      | So, 28.01.2018 auf 3sat      | Tobias Mann, Abdelkarim, Lisa Eckhart und Andreas Rebers                                        | Suchtpotenzial        |
| 42      | So, 11.02.2018 auf 3sat      | Christoph Sieber, Hazel Brugger, Michael Mittermeier und Rainald Grebe                          | Fiva x JRBB           |
| 43      | So, 18.03.2018 auf 3sat      | Philip Simon, Hennes Bender, Friedemann Weise, und Sebastian 23                                 | Annamateur            |
| 44      | So, 22.04.2018 auf 3sat      | Philipp Weber, Vince Ebert, Helene Bockhorst und Matthias Egersdörfer                           | Bodo Wartke           |
| 45      | So, 27.05.2018 auf 3sat      | Olaf Schubert, Mathias Tretter, Patti Basler und Horst Evers                                    | Tino Bomelino         |
| 46      | So, 10.06.2018 auf 3sat      | Torsten Sträter, Lisa Feller, Ingmar Stadelmann, Masud Akbarzadeh und Carl-Einar Häckner        |                       |
| 47      | So, 14.10.2018 auf 3sat      | Philip Simon, Özcan Cosar, Timo Wopp und Sarah Bosetti                                          | Dota                  |
| 48      | So, 11.11.2018 auf 3sat      | Michael Mittermeier, Katie Freudenschuss, Andreas Rebers und Christine Prayon                   | C. Heiland            |
| 49      | So, 03.02.2019 auf 3sat      | Christoph Sieber, Horst Evers, Miss Allie und Helene Bockhorst                                  | Simon & Jan           |
| 50      | So, 17.02.2019 auf 3sat      | Torsten Sträter, Simon & Jan, Tahnee, Michael Mittermeier und Konrad Stöckel                    | Querbeat              |
| 51      | So, 24.03.2019 auf 3sat      | Philip Simon, Michael Hatzius, Andreas Rebers und Robeat                                        | Steiner & Madlaina    |
| 52      | So, 14.04.2019 auf 3sat      | Abdelkarim, Markus Barth, FIL, Fatima Moumouni & Laurin Buser                                   | die feisten           |
| 53      | So, 19.05.2019 auf 3sat      | Michael Mittermeier, Lisa Eckhart und Jan Philipp Zymny                                         | Das Lumpenpack        |
| 54      | So, 16.06.2019 auf 3sat      | Mathias Tretter, Katie Freudenschuss, Hennes Bender und Quichotte                               | Rainald Grebe         |
| 55      | So, 13.10.2019 auf 3sat      | HG. Butzko, Bodo Wartke, Tino Bomelino und Lisa Eckhart                                         | Suchtpotenzial        |
| 56      | So, 27.10.2019 auf 3sat      | Christoph Sieber, Hazel Brugger, Julius Fischer und Patrick Salmen                              | Thees Uhlmann         |
| 57      | So, 02.02.2020 auf 3sat      | Christoph Sieber, Stefan Danziger, Katie Freudenschuss und Helene Bockhorst                     | Kapelle Petra         |
| 58      | So, 23.02.2020 auf 3sat      | Till Reiners, Tahnee, Özcan Coşar und Victoria Helene Bergemann                                 | Simon & Jan           |
| 59      | So, 15.03.2020 auf 3sat      | Abdelkarim, OHNE ROLF, Miss Allie, Michael Mittermeier und Rainald Grebe                        |                       |
| 60      | So, 05.04.2020 auf 3sat      | Torsten Sträter, Sarah Bosetti, Erika Ratcliffe und Konrad Stöckel                              | Theodor Shitstorm     |
| 61      | So, 30.08.2020 auf 3sat      |                                                                                                 |                       |
| 62      | So, 13.09.2020 auf 3sat      | Tobias Mann, Lisa Eckhart, Horst Evers und Matthias Egersdörfer                                 | Hannes Wittmer        |
| 63      | So, 11.10.2020 auf 3sat      | Florian Schroeder, Bodo Wartke                                                                  |                       |
| 64      | So, 08.11.2020 auf 3sat      | Torsten Sträter, Stefan Danziger, Sarah Bosetti und Andreas Rebers                              | Bodo Wartke           |
| 65      | So, 16.05.2021 auf 3sat      | Kirsten Fuchs, Tobias Mann, Elena Wolff und HG. Butzko                                          | Mine                  |
| 66      | So, 06.06.2021 auf 3sat      | Michael Mittermeier, Horst Evers, Annamateur und Zoe Hagen                                      | Suchtpotenzial        |
| 67      | So, 20.06.2021 auf 3sat      | Christoph Sieber, Sarah Bosetti, Stefan Danziger und Katie Freudenschuss                        | Provinz               |
| 68      | So, 18.07.2021 auf 3sat      | Özcan Coşar, Torsten Sträter, Philip Simon und Simon & Jan                                      | Dota                  |
| 69      | So, 17.10.2021 auf 3sat      | Till Reiners, Martina Schwarzmann, Tahnee und Matthias Egersdörfer                              | Ina Müller            |
| 70      | So, 07.11.2021 auf 3sat      | Helene Bockhorst, Abdelkarim, Andreas Rebers und Lisa Eckhart                                   | Kapelle Petra         |

## Best of

### Till Reiners’ Happy Hour
| Episode      | Erstausstrahlung    | Gäste | Musik                                    |
| ------------ | ------------------- | --- | ---------------------------------------- |
| Best of 2022 | 30.12.2022 auf 3sat | Torsten Sträter, Özcan Coşar, Horst Evers, Maxi Gstettenbauer, Tobias Mann, Lena Kupke, Michael Mittermeier, Masud Akbarzadeh, Daniel Wolfson, Tamika Campbell, Moritz Neumeier, Stefan Danziger, Helene Bockhorst, Michael Hatzius und Matthias Egersdörfer | Suchtpotenzial, Anna Mateur und T.C.I.K. |
| Best of 2023 | 30.12.2023 auf 3sat | Moritz Neumeier, Sarah Bosetti, Horst Evers, Filiz Tasdan, Daniel Wolfson, Abdelkarim, Maxi Gstettenbauer, Aurel Mertz, Lena Kupke, Tony Bauer, Kawus Kalantar, Freddi Gralle und Eva Karl Faltermeier                                                       | Bodo Wartke, Paula Paula und Blond       |

### Pufpaffs Happy Hour
| Episode      | Erstausstrahlung        | Gäste |
| ------------ | ----------------------- | --- |
| Best of 2014 | So, 28.12.2014 auf 3sat | u. a. mit Christoph Sieber, Mathias Tretter, Philip Simon, Matthias Egersdörfer, Christine Prayon, Tobias Mann, Peter Licht, Timo Wopp, Andreas Thiel, Die Ohrbooten, Horst Evers, Jilet Ayse, Nico Semsrott, Sebastian 23, Simon & Jan, Torsten Sträter |
| Best of 2015 | Mi, 30.12.2015 auf 3sat | u. a. mit |
| Best of 2016 | Fr, 30.12.2016 auf 3sat | u. a. mit Michael Mittermeier, Hazel Brugger, Andreas Rebers, Moritz Neumeier, Sascha Grammel, Sarah Bosetti |
| Best of 2017 | Sa, 30.12.2017 auf 3sat | u. a. mit Josef Hader, Torsten Sträter, Johann König, Lisa Eckhart, Philip Simon, Alligatoah, Konrad Stöckel, Florian Schroeder, Andreas Rebers, Katie Freudenschuss, Michael Mittermeier, Rainald Grebe, Jilet Ayse, Vince Ebert                        |
| Best of 2018 | So, 30.12.2018 auf 3sat | u. a. mit Christoph Sieber, Christine Prayon, Katie Freudenschuss, Andreas Rebers, Michael Mittermeier, Sarah Bosetti |
| Best of 2019 | Mo, 30.12.2019 auf 3sat | u. a. mit Christoph Sieber, Lisa Eckhart, Katie Freudenschuss, Michael Mittermeier, Rainald Grebe, Helene Bockhorst, Thees Uhlmann |
| Best of 2020 | Mi, 30.12.2020 auf 3sat | u. a. mit Michael Mittermeier, Katie Freudenschuss, Christoph Sieber, Abdelkarim, Tahnee, Tobias Mann, Özcan Coşar, Helene Bockhorst, Bands Madsen, Kapelle Petra                                                                                        |
| Best of 2021 | Do, 30.12.2021 auf 3sat | u. a. mit Torsten Sträter, Tahnee, Till Reiners, Lisa Eckhart, Özcan Coşar, Katie Freudenschuss, Sarah Bosetti, Ina Müller, Christoph Sieber, Kapelle Petra                                                                                              |